# Nosodendron punctulatum
Nosodendron punctulatum är en skalbaggsart som först beskrevs av Edmund Reitter 1886.  Nosodendron punctulatum ingår i släktet Nosodendron och familjen almsavbaggar. Inga underarter finns listade i Catalogue of Life.